# Gmina Aarhus
Gmina Aarhus (duń. Aarhus Kommune) jest jedną z gmin w Danii w regionie Jutlandia Środkowa (do 2006 w okręgu Århus Amt). Siedzibą władz gminy jest Aarhus, drugie co do wielkości miasto Danii. Gmina Århus została utworzona 1 kwietnia 1970 na mocy reformy podziału administracyjnego Danii. Kolejna reforma w 2007 r. potwierdziła status gminy.

## Dane liczbowe
- Liczba ludności: (♀ 144 410 + ♂ 150 544) = 294 954
  - wiek 0-6: 8,7%
  - wiek 7-16: 11,4%
  - wiek 17-66: 69,6%
  - wiek 67+: 10,4%
- zagęszczenie ludności: 630,2 osób/km²
- bezrobocie: 6,2% osób w wieku 17-66 lat
- cudzoziemcy z UE, Skandynawii i USA: 214 na 10.000 osób
- cudzoziemcy z krajów Trzeciego Świata: 382 na 10.000 osób
- liczba szkół podstawowych: 51 (liczba klas: 1.404)